# Hegyi-Karabah címere

Hegyi-Karabah címere

A megszűnt Hegyi-Karabah címerében egy arany, szétterjesztett szárnyú sas látható, mellén egy vágott pajzzsal. Felső részén a Kaukázus vonulatai, alsó részén a zászló motívumai láthatók. A sas feje fölé egy koronát helyeztek el, mögötte a felkelő Napot ábrázolták. A korona felső részén a köztársaság örmény neve olvasható.